# デジラアプリ
デジラアプリは、KDDIからアップロード  されている、スマートフォン向けのアプリ。このアプリではKDDIのスマートフォンユーザーがデータ通信の残容量を確認できる。

## 概要
このアプリは、auユーザーが残データ容量を確認するために開発されたものである。このアプリでは、本来はauお客様サポートアプリやauホームページで行っていた残データ容量の確認や容量の家族間の譲渡 (データシェア) 、データの購入を簡単に行うことができるようになった。